# Росіянівська волость
Росіянівська волость — історична адміністративно-територіальна одиниця Тираспольського повіту Херсонської губернії.
Станом на 1886 рік складалася з 7 поселень, 8 сільських громад. Населення — 2103 особи (1003 чоловічої статі та 1100 — жіночої), 373 дворових господарства.
|                     | Площа, десятин | У тому числі орної, дес. |
| ------------------- | -------------- | ------------------------ |
| Сільських громад    | 2103           | 1482                     |
| Приватної власності | 19536          | 7250                     |
| Казенної власності  | —              | —                        |
| Іншої власності     | —              | —                        |
| Загалом             | 21639          | 8732                     |

Основні поселення волості:
- Росіянівка (Штикинова) — село при балці Рогалевій за 55 верст від повітового міста, 229 осіб, 37 дворів. За 10 верст — православна церква, єврейська синагога, земська станція, винний завод, 12 лавок, базар через 2 тижня по неділях.
- Соше-Острівка — село при ставку в балці Вертеповій, 497 осіб, 101 двір, земська станція.
- Павлівка